# Svatopluk Matyáš
Svatopluk Matyáš (ur. 18 października 1929 w Radslavicach, zm. 10 lipca 2020) – czeski aktor.
W 1956 roku ukończył studia na Wydziale Teatralnym Akademii Sztuk Scenicznych w Pradze.
Występował w teatrach regionalnych w Hořicach (1956–1958), Hradcu Králové (1958–1961), Ostrawie (1961–1966). W latach 1966–1980 występował w teatrze Oldřicha Stibora w Ołomuńcu.
Pojawiał się również przed kamerą. Jest znany z filmów takich jak Nebeští jezdci, Setkání v červenci czy Akcja Bororo oraz z seriali telewizyjnych Kamenný řád, Přátelé Zeleného údolí i Trzydzieści przypadków majora Zemana.